# Uuencoding
Uuencoding (UUE) — вид кодування двійкових даних, який бере початок від Unix-програми uuencode і спочатку використовувався для кодування двійкових даних з метою передавання через поштову систему UUCP.
Назва uuencoding походить віл Unix-to-Unix encoding. Оскільки UUCP конвертує символи між різними наборами, uuencode використовується для конвертування даних, які не повинні транслюватися при переході між наборами символів. Шляхом кодування таких даних у підмножину символів, спільну для більшості наборів, закодована форма таких файлів малоймовірно буде зруйнована «транслюванням». Програма uudecode здійснює зворотню дію до uuencode, точно відтворюючи початковий двійковий файл. Пара uuencode/uudecode стала популярною для пересилання бінарних файлів електронною поштою або опублікування їх у групах новин Usenet.

## Формат закодованих даних
Закодований файл починається заголовком виду:
```
begin <mode> <file><newline>
```

<mode> — права доступу до файлу як три вісімкові цифри, наприклад 644, 744. Як правило мають значення дише для unix-like операційних систем.
<file> — ім'я файлу, яке має бути використане при створенні відновленого файлу.
<newline> — символ newline, використовується для закінчення рядка.
Кожен рядок даних використовує наступний формат:
```
<length character><formatted characters><newline>
```

<length character> — символ, який позначає кількість байтів даних, закодованих у цьому рядку. Це ASCII-символ, отриманий додаванням 32 до реальної кількості байтів з єдиним виключенням для символу гравіс ` (ASCII-код 96), який позначає 0 байтів. Всі рядки даних, крім останнього (якщо довжина не кратна 45), мають 45 байтів закодованих даних (60 символів після кодування). Відповідно, більшість символів довжини є «М», (32 + 45 = код ASCII 77, тобто «М»).
<formatted characters> — закодовані символи. Деталі реалізації описані нижче у розділі «механізм форматування».
Файл закінчується двома рядками
```
`<newline>
 end<newline>
```

Передостанній рядок містить символ «гравіс» як ознаку довжини у 0 байтів.
Звичайний текстовий файл з назвою cat.txt, що складається лише з символів Cat, після кодування матиме вигляд:
```
begin 644 cat.txt
#0V%T
`
end
```

## Алгоритм кодування
Алгоритм кодування uuencoding повторює наступні операції для кожних трьох байтів:
1. Взяти 3 байти з вхідного потоку, загалом 24 біти.
2. Розбити порцію на чотири 6-бітових групи, кожна з яких дає числа в діапазоні від 0 до 63: біти (00-05), (06-11), (12-17) та (18-23).
3. Додати 32 до кожного значення. Таким чином, можливі результати можуть бути від 32 (  пробіл) до 95 (_ знак підкреслення). Розширює цей діапазон код 96 (` гравіс), який використовується як «спеціальний символ».
4. Передати на вихід ASCII-еквіваленти отриманих чисел.

Якщо довжина вхідного файлу не ділиться на 3, остання 4-байтова секція вихідного файлу міститиме байти-заповнювачі до найближчого кратного трьом значення. Ці байти не враховуються у полі <length character>, тому декодер не додасть до файлу небажані нуль-символи.
uudecoding працює обернено до описаного вище — віднімає 32 з ASCII-коду кожного символу, компонує чотири 6-бітові фрагменти у 24-бітове слово і видає на вихід 3 байти.
Процес кодування для показаного вище рядка «Cat» показано у таблиці:
| Початкові символи       | C  | C  | C  | C  | C  | C  | C  | C  | a  | a  | a  | a  | a  | a  | a  | a  | t   | t   | t   | t   | t   | t   | t   | t   |
| Десятковий код ASCII    | 67 | 67 | 67 | 67 | 67 | 67 | 67 | 67 | 97 | 97 | 97 | 97 | 97 | 97 | 97 | 97 | 116 | 116 | 116 | 116 | 116 | 116 | 116 | 116 |
| Двійковий код ASCII     | 0  | 1  | 0  | 0  | 0  | 0  | 1  | 1  | 0  | 1  | 1  | 0  | 0  | 0  | 0  | 1  | 0   | 1   | 1   | 1   | 0   | 1   | 0   | 0   |
| Нові десяткові значення | 16 | 16 | 16 | 16 | 16 | 16 | 54 | 54 | 54 | 54 | 54 | 54 | 5  | 5  | 5  | 5  | 5   | 5   | 52  | 52  | 52  | 52  | 52  | 52  |
| +32                     | 48 | 48 | 48 | 48 | 48 | 48 | 86 | 86 | 86 | 86 | 86 | 86 | 37 | 37 | 37 | 37 | 37  | 37  | 84  | 84  | 84  | 84  | 84  | 84  |
| Символи uuencode        | 0  | 0  | 0  | 0  | 0  | 0  | V  | V  | V  | V  | V  | V  | %  | %  | %  | %  | %   | %   | T   | T   | T   | T   | T   | T   |

## Таблиця кодів
Наступна таблиця показує перетворення отриманих у процесі кодування 6-бітових полів у відповідні їм ASCII-коди та символи.
Зауважте, що код 96 (` гравіс) зустрічається у закодованих файлах, але зазвичай він використовується лише для позначення рядка нульової довжини в кінці файлу. Він ніколи не виникає у реальних конвертованих даних природним чином, оскільки його код виходить за межі діапазону від 32 до 95. Єдиним винятком є те, що деякі програми використовували символ «гравіс» замість пробілу для позначення байтів-заповнювачів. Однак, символ для позначення байтів-заповнювачів не стандартизовано, тому можливе використання будь-якого з цих двох.
| шість бітів | код ASCII | символ ASCII |  | шість бітів | код ASCII | символ ASCII |  | шість бітів | код ASCII | символ ASCII |  | шість бітів | код ASCII | символ ASCII |
| ----------- | --------- | ------------ |  | ----------- | --------- | ------------ |  | ----------- | --------- | ------------ |  | ----------- | --------- | ------------ |
| 00          | 32        | SP           |  | 16          | 48        | 0            |  | 32          | 64        | @            |  | 48          | 80        | P            |
| 01          | 33        | !            |  | 17          | 49        | 1            |  | 33          | 65        | A            |  | 49          | 81        | Q            |
| 02          | 34        | "            |  | 18          | 50        | 2            |  | 34          | 66        | B            |  | 50          | 82        | R            |
| 03          | 35        | #            |  | 19          | 51        | 3            |  | 35          | 67        | C            |  | 51          | 83        | S            |
| 04          | 36        | $            |  | 20          | 52        | 4            |  | 36          | 68        | D            |  | 52          | 84        | T            |
| 05          | 37        | %            |  | 21          | 53        | 5            |  | 37          | 69        | E            |  | 53          | 85        | U            |
| 06          | 38        | &            |  | 22          | 54        | 6            |  | 38          | 70        | F            |  | 54          | 86        | V            |
| 07          | 39        | '            |  | 23          | 55        | 7            |  | 39          | 71        | G            |  | 55          | 87        | W            |
| 08          | 40        | (            |  | 24          | 56        | 8            |  | 40          | 72        | H            |  | 56          | 88        | X            |
| 09          | 41        | )            |  | 25          | 57        | 9            |  | 41          | 73        | I            |  | 57          | 89        | Y            |
| 10          | 42        | *            |  | 26          | 58        | :            |  | 42          | 74        | J            |  | 58          | 90        | Z            |
| 11          | 43        | +            |  | 27          | 59        | ;            |  | 43          | 75        | K            |  | 59          | 91        | [            |
| 12          | 44        | ,            |  | 28          | 60        | <            |  | 44          | 76        | L            |  | 60          | 92        | \            |
| 13          | 45        | -            |  | 29          | 61        | =            |  | 45          | 77        | M            |  | 61          | 93        | ]            |
| 14          | 46        | .            |  | 30          | 62        | >            |  | 46          | 78        | N            |  | 62          | 94        | ^            |
| 15          | 47        | /            |  | 31          | 63        | ?            |  | 47          | 79        | O            |  | 63          | 95        | _            |

## Недоліки
Uuencoding кодує кожні три байти вхідного файлу чотирма і додає теги початку та кінця, ім'я файлу і розділювачі. У порівнянні з первинним файлом це додає не менше, ніж 33 % додаткових витрат, які, втім, можуть бути компенсовані стисненням файлу перед кодуванням.
Формат UUE походить з тих часів, коли не було формального визначення листа електронної пошти з підтримкою мультимедійних форматів. В більшості поштових клієнтів закодований бінарний файл виглядає як шматок «комп'ютерної абракадабри» в тексті повідомлення. На відміну від цього, у листі формату MIME всі вкладення будуть відділені від тексту повідомлення, у більшості графічних клієнтів — з інтерактивними іконками для перегляду, зберігання та інших маніпуляцій з вкладеннями. MIME забезпечує підтримку різних типів вкладень та наборів символів.
Незважаючи на обмежений набір символів, uuencode-дані іноді спотворюються при проходженні через деякі комп'ютери, які використовують не ASCII (наприклад, EBCDIC). Однією зі спроб виправити ситуацію був формат Xxencode, який використовує лише алфавітно-цифрові дані та символи «плюс» і «мінус». Найбільше поширення отримав формат Base64, який також базується на концепції кодування лише алфавітно-цифровими символами на відміну від ASCII-діапазону 32–95, який включає пробіл та різноманітні символи пунктуації. Всі три формати використовують 6 бітів (64 різних символи) для кодування вхідних даних.
Іншою альтернативою є формат Ascii85, який кодує чотири двійкові байти п'ятьма ASCII-символами. Ascii85 застосовується для кодування даних у форматах PostScript та PDF.

## Підтримка в Python
Мова програмування Python підтримує uuencoding за допомогою кодека uu модуля codecs:
```
$ 
python
 
-c
 
'print "Cat".encode("uu")'

begin 666 <data>

#
0V%T

end

$ 
python
 
-c
 
'print "begin 666 <data>\n#0V%T\n \nend\n".decode("uu")'

Cat

$

```

## Підтримка в Perl
Мова програмування Perl підтримує uuencoding за допомогою операторів pack() та unpack() з форматним рядком «u»:
```
$ 
perl
 
-e
 
'print pack("u","Cat")'

#
0V%T

$ 
perl
 
-e
 
'print unpack("u", "#0V%T"), "\n"'

Cat

$

```